# Campionati del mondo di canottaggio 2006
I Campionati del mondo di canottaggio 2006 si sono disputati tra il 20 e il 27 agosto 2006 sul Lago Dorney, a Eton nel Regno Unito.

## Medagliere
| Posizione | Paese               |    |    |    | Totale |
| --------- | ------------------- | -- | -- | -- | ------ |
| 1         | Australia           | 3  | 2  | 1  | 6      |
| 2         | Cina                | 3  | 1  | 0  | 4      |
| 3         | Gran Bretagna       | 3  | 0  | 2  | 5      |
| 4         | Germania            | 2  | 6  | 2  | 10     |
| 5         | Italia              | 1  | 3  | 0  | 4      |
| 6         | Nuova Zelanda       | 1  | 2  | 3  | 6      |
| 7         | Francia             | 1  | 2  | 2  | 5      |
| 8         | Canada              | 1  | 1  | 2  | 4      |
| 9         | Danimarca           | 1  | 1  | 0  | 2      |
| 10        | Stati Uniti         | 1  | 0  | 2  | 3      |
| 11        | Paesi Bassi         | 1  | 0  | 1  | 2      |
| 12        | Bielorussia         | 1  | 0  | 0  | 1      |
| 12        | Polonia             | 1  | 0  | 0  | 1      |
| 12        | Serbia e Montenegro | 1  | 0  | 0  | 1      |
| 15        | Rep. Ceca           | 0  | 1  | 1  | 2      |
| 15        | Spagna              | 0  | 1  | 1  | 2      |
| 17        | Slovenia            | 0  | 1  | 0  | 1      |
| 18        | Estonia             | 0  | 0  | 1  | 1      |
| 18        | Grecia              | 0  | 0  | 1  | 1      |
| 18        | Irlanda             | 0  | 0  | 1  | 1      |
| 18        | Svezia              | 0  | 0  | 1  | 1      |
| Totale    | Totale              | 21 | 21 | 21 | 63     |

## Podi

### Gare maschili
| Evento | Oro | Perform. | Argento | Perform. | Bronzo | Perform. |
| M1x    | Nuova Zelanda Mahé Drysdale | 6:35.40  | Germania Marcel Hacker | 6:35.49  | Rep. Ceca Ondřej Synek | 6:37.51  |
| M2x    | Francia Jean-Baptiste Macquet (b) Adrien Hardy (s) | 6:07.60  | Slovenia Luka Špik (b) Iztok Čop (s) | 6:09.79  | Gran Bretagna Matthew Wells (b) Stephen Rowbotham (s) | 6:10.95  |
| M4x    | Polonia Konrad Wasielewski (b) Marek Kolbowicz (2) Michał Jeliński (3) Adam Korol (s)                                                                                            | 5:38.99  | Ucraina Volodymyr Pavlovskyi (b) Dmytro Prokopenko (2) Serhiy Biloushchenko (3) Serhiy Hryn (s)                                                                                               | 5:40.47  | Estonia Allar Raja (b) Igor Kuzmin (2) Tõnu Endrekson (3) Andrei Jämsa (s) | 5:39.85  |
| M2+    | Serbia e Montenegro Nikola Stojic (b) Jovan Popovic (s) Ivan Ninkovic (c) | 6:51.27  | Italia Francesco Gabriele (b) Dario Cerasola (s) Andrea Riva (c) | 6:54.39  | Canada James Byrnes (b) Derek O'Farrell (s) Brian Price (c) | 6:55.41  |
| M2-    | Australia Drew Ginn (b) Duncan Free (s) | 6:18.00  | Nuova Zelanda Nathan Twaddle (b) George Bridgewater (s) | 6:19.13  | Canada Kevin Light (b) Malcolm Howard (s) | 6:21.83  |
| M4-    | Gran Bretagna Steve Williams (b) Peter Reed (2) Alex Partridge (3) Andrew Triggs Hodge (s)                                                                                       | 5:43.75  | Germania Gregor Hauffe (b) Toni Seifert (2) Urs Käufer (3) Filip Adamski (s) | 5:44.64  | Paesi Bassi Geert Cirkel (b) Jan-Willem Gabriëls (2) Matthijs Vellenga (3) Gijs Vermeulen (s)                                                                                               | 5:45.54  |
| M4+    | Germania Jan Martin Bröer (b) Matthias Flach (2) Philipp Naruhn (3) Florian Eichner (s) Martin Saür (c)                                                                          | 6:05.77  | Canada Max Lang (b) Chris Aylard (2) Robert Gibson (3) Will Crothers (s) Stephen Cheng (c) | 6:06.47  | Nuova Zelanda James Dallinger (b) Steven Cottle (2) Paul Gerritsen (3) Dane Boswell (s) Daniel Quigley (c)                                                                                  | 6:07.37  |
| M8+    | Germania Jörg Dießner (b) Sebastian Schulte (2) Stephan Koltzk (3) Philipp Stüer (4) Jan Tebrügge (5) Ulf Siemes (6) Thorsten Engelmann (7) Bernd Heidicker (s) Peter Thiede (c) | 5:21.85  | Italia Lorenzo Carboncini (b) Niccolò Mornati (2) Luca Agamennoni (3) Alessio Sartori (4) Mario Palmisano (5) Dario Dentale (6) Pierpaolo Frattini (7) Carlo Mornati (s) Gaetano Iannuzzi (c) | 5:23.29  | Stati Uniti Paul Daniels (b) Matt Deakin (2) Steve Coppola Jr (3) Kenneth Jurkowski (4) Giuseppe Lanzone (5) Daniel Walsh (6) Beau Hoopman (7) Marcus McElhenney (s) Christopher Liwski (c) | 5:24.14  |
| LM1x   | Gran Bretagna Zac Purchase | 6:47.82  | Spagna Juan Zunzunegui Guimerans | 6:50.14  | Nuova Zelanda Duncan Grant | 6:52.73  |
| LM2x   | Danimarca Mads Rasmussen (b) Rasmus Quist (s) | 6:11.42  | Italia Marcello Miani (b) Elia Luini (s) | 6:14.90  | Francia Fabrice Moreau (b) Frédéric Dufour (s) | 6:15.94  |
| LM4x   | Italia Gardino Pellolio (b) Daniele Gilardoni (2) Luca Moncada (3) Daniele Danesin (s)                                                                                           | 5:53.83  | Germania Kai Anspach (b) Martin Rückbrodt (2) Knud Lange (3) Christoph Schregel (s) | 5:55.87  | Francia Bastien Tabourier (b) Quentin Colard (2) Maxime Goisset (3) Remi Di Girolamo (s) | 5:57.42  |
| LM2-   | |          | |          | Italia |          |
| LM4-   | Cina Zhongming Huang (b) Chongkui Wu (2) Lin Zhang (3) Jun Tian (s) | 5:49.43  | Francia Franck Solforosi (b) Jeremy Pouge (2) Jean-Christophe Bette (3) Fabien Tilliet (s) | 5:51.26  | Irlanda Gearoid Towey (b) Eugene Coakley (2) Richard Archibald (3) Paul Griffin (s) | 5:51.35  |
| LM8+   | Italia |          | |          | |          |

### Gare femminili
| Evento | Oro | Perform. | Argento | Perform. | Bronzo | Perform. |
| W1x    | Bielorussia Ekaterina Karsten-Khodotovitch | 7:11.02  | Rep. Ceca Mirka Knapkova | 7:15.02  | Svezia Frida Svensson | 7:18.35  |
| W2x    | Australia Liz Kell (b) Brooke Pratley (s) | 6:47.67  | Germania Britta Oppelt (b) Susanne Schmidt (s) | 6:47.95  | Nuova Zelanda Georgina Evers-Swindell (b) Caroline Evers-Swindell (s)                                                                                         | 6:48.82  |
| W4x    | Gran Bretagna Debbie Flood (b) Sarah Winckless (2) Frances Houghton (3) Katherine Grainger (s)                                                                            | 6:12.50  | Australia Catriona Sens (b) Sonia Mills (2) Dana Faletic (3) Sally Kehoe (s) | 6:13.99  | Germania Christiane Huth (b) Magdalena Schmude (2) Jeannine Hennicke (3) Stephanie Schiller (s)                                                               | 6:14.67  |
| W2-    | Canada Darcy Marquardt (b) Jane Rumball (s) | 6:54.68  | Nuova Zelanda Juliette Haigh (b) Nicky Coles (s) | 6:56.72  | Germania Nicole Zimmerman (b) Elke Hipler (s) | 6:57.11  |
| W4-    | Australia Robyn Selby Smith (b) Jo Lutz (2) Amber Bradley (3) Kate Hornsey (s)                                                                                            | 6:25.35  | Cina Fei Yu (b) Meng Li (2) Tong Li (3) Xiuhua Luo (s) | 6:26.75  | Stati Uniti Portia Johnson (b) Erin Cafaro (2) Esther Lofgren (3) Rachel Jeffers (s)                                                                          | 6:28.66  |
| W8+    | Stati Uniti Brett Sickler (b) Megan Cooke (2) Anna Goodale (3) Lindsay Shoop (4) Anna Mickelson (5) Susan Francia (6) Caroline Lind (7) Caryn Davies (s) Mary Whipple (c) | 5:55.50  | Germania Nina Wengert (b) Johanna Rönfeldt (2) Christina Gerking (3) Nadine Schmultzer (4) Lenka Wech (5) Maren Derlien (6) Nicole Zimmerman (7) Elke Hipler (s) Annina Ruppel (c) | 5:57.29  | Australia Jo Lutz (b) Robyn Selby Smith (2) Amber Bradley (3) Kate Hornsey (4) Emily Martin (5) Sarah Cook (6) Kim Crow (7) Sarah Heard (s) Lizzy Patrick (c) | 6:00.29  |
| LW1x   | Paesi Bassi Marit van Eupen | 7:32.26  | Germania Berit Carow | 7:33.61  | Spagna Teresa Mas De Xaxars | 7:34.98  |
| LW2x   | Cina Dongxiang Xu (b) Shimin Yan (s) | 6:55.12  | Australia Marguerite Houston (b) Amber Halliday (s) | 6:56.57  | Grecia Chrysi Biskitzi (b) Alexandra Tsiavou (s) | 6:57.14  |
| LW4x   | Cina Hua Yu (b) Haixia Chen (2) Xuefei Fan (3) Jing Liu (s) | 6:23.96  | Danimarca Kirsten Jepsen (b) Sine Christiansen (2) Katrin Olsen (3) Juliane Rasmussen (s)                                                                                          | 6:28.16  | Gran Bretagna Laura Ralston (b) Lindsay Dick (2) Hester Goodsell (3) Sophie Hosking (s)                                                                       | 6:30.02  |